# Nova Olinda, Ceará
Nova Olinda  este un oraș în Ceará (CE), Brazilia.